# Pierre-Morains
Pierre-Morains je francouzská obec v departementu Marne v regionu Grand Est. Žije zde 92 obyvatel.

## Geografie

### Sousední obce
| Růžice kompasu |                | Bergères-lès-Vertus | Trécon    | Růžice kompasu |
| Růžice kompasu | Val-des-Marais | Sever               | Clamanges | Růžice kompasu |
| Růžice kompasu | Val-des-Marais | Pierre-Morains      | Clamanges | Růžice kompasu |
| Růžice kompasu | Val-des-Marais | Jih                 | Clamanges | Růžice kompasu |
| Růžice kompasu | Écury-le-Repos |                     |           | Růžice kompasu |